# Clathraria robusta
Clathraria robusta is een zachte koraalsoort uit de familie Melithaeidae. De koraalsoort komt uit het geslacht Clathraria. Clathraria robusta werd in 1919 voor het eerst wetenschappelijk beschreven door Kükenthal. 